# Embley Park

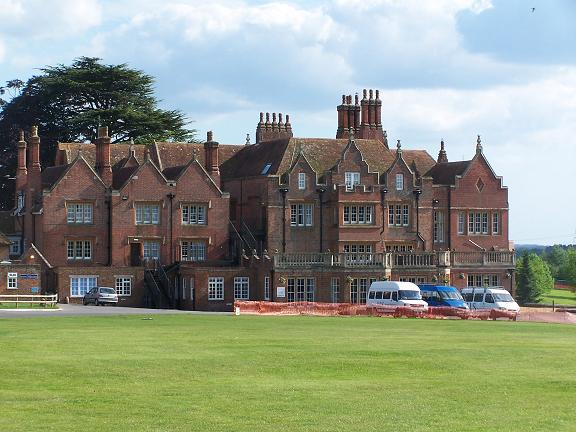
Embley Park, heute eine Schule

Embley Park ist ein britisches, historisches Landhaus in der Nähe des New Forest und der Stadt Romsey in Hampshire. Historische Bedeutung hat das Haus unter anderem deswegen, weil Florence Nightingale, eine Pionierin der modernen Krankenpflege, hier aufwuchs. Florence Nightingales Vater, William Nightingale, erwarb den Landsitz 1825, nachdem der eigentliche, in Derbyshire gelegene Familiensitz Lea Hurst von seiner Ehefrau Fanny Nightingale als zu abgelegen empfunden wurde. Der Landsitz wurde von der Familie Nightingale im großen Stil umgebaut.
Heute ist das Landhaus ein Internat für Jungen und Mädchen, das den Namen Embley Park School trägt und seit 1946 besteht. Es besteht aus einem Kindergarten und einer Grundschule für 3- bis 11-jährige sowie einer weiterführenden Schule für Schüler bis zum 18. Lebensjahr. Die Schule wurde mit einem anderen Internat zusammengelegt und unter der Bezeichnung Hampshire Collegiate School geführt und später dann in Embley umbenannt.

## Einzelbelege
1. ↑   Mark Bostridge: Florence Nightingale, Penguin Books, London 2009, ISBN 978-0-140-26392-3, S. 27.
2. ↑  , auf embley.org.uk, abgerufen am 27. Februar 2022

Koordinaten: 50° 59′ 8″ N, 1° 32′ 34″ W